# 皮塞尔西
皮塞尔西（法語：Puycelsi，法語發音：[pɥisɛlsi]）是法国奧克西塔尼大區塔恩省的一个市镇，属于阿尔比区。

## 地理
皮塞尔西（43°59'35"N, 1°42'37"E）面积39.2 平方千米，位于法国奧克西塔尼大區塔恩省，该省份为法国南部内陆省份，北起顺时针与阿韦龙省、埃罗省、奥德省、上加龙省和塔恩-加龙省接壤。
与皮塞尔西接壤的市镇（或旧市镇、城区）包括：卡斯泰尔诺-德蒙米拉勒、拉罗克、塔恩河畔利勒、萨尔瓦尼亚克、拉索济耶尔圣让、凯尔西地区蒙克拉尔、凯尔西地区皮加亚尔。

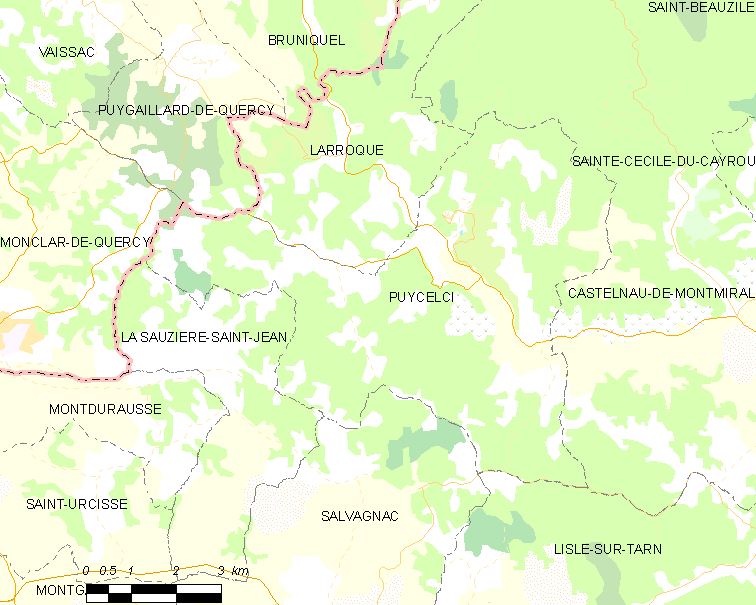
皮塞尔西的OSM定位图

皮塞尔西的时区为UTC+01:00、UTC+02:00（夏令时）。

## 行政
皮塞尔西的邮政编码为81140，INSEE市镇编码为81217。

## 政治
皮塞尔西所属的省级选区为葡萄园与城堡庄园县。

## 人口

1962-2008年间皮塞尔西人口变化图示

皮塞尔西于2022年1月1日时的人口数量为458人。